# Kathedrale von Winchester

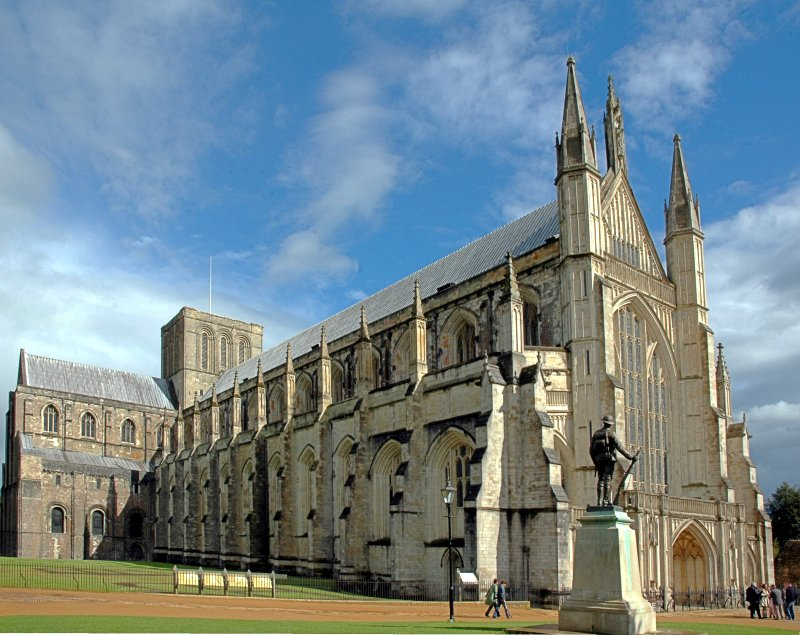
Kathedrale von Winchester

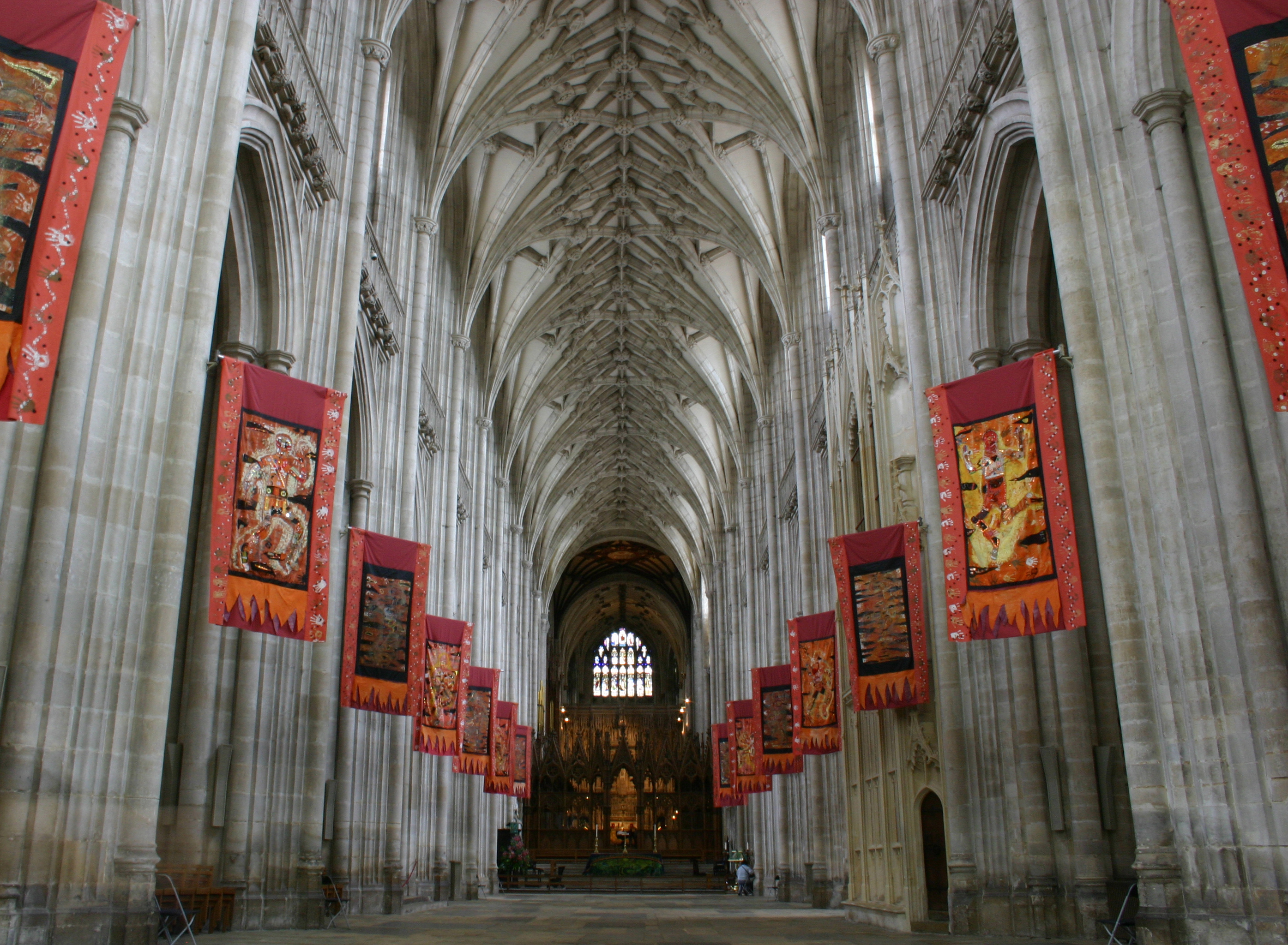
Innenansicht ostwärts

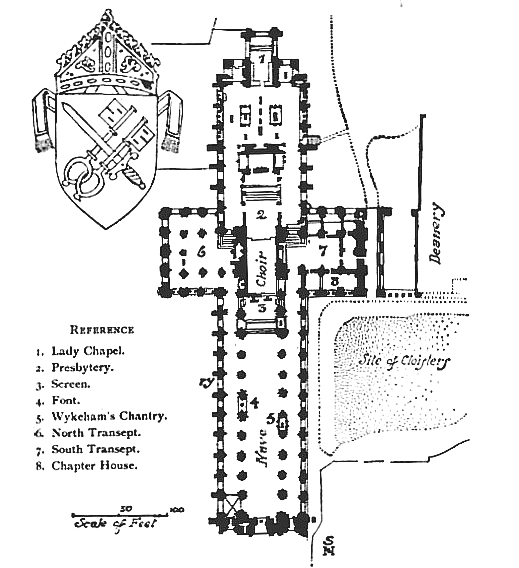
Grundriss von 1911

Die Kathedrale von Winchester, offiziell: The Cathedral Church of The Holy and Indivisible Trinity, ist eine der größten Kathedralen in Großbritannien. Sie wurde von 1079 bis 1093 in Winchester errichtet.

## Vorgängerbau
Eine vornormannische Kathedrale wurde 642 an einer Stelle unmittelbar nördlich der heutigen gegründet. Dieses Gebäude wurde als Old Minster bekannt. Es wurde im Jahr 971 Teil einer klösterlichen Siedlung und 1093 abgerissen. Im alten Münster wurde 1043 Eduard der Bekenner gekrönt. 
In ihm stand eine berühmte, riesige Orgel, für deren Betrieb 70 Kalkanten und zwei Organisten notwendig waren.

## Normannischer Bau
Um das Jahr 828 wurde Winchester die erste Hauptstadt Englands, bevor es ab dem 11. Jahrhundert London wurde. Wilhelm der Eroberer und einige seiner Nachfolger ließen sich außer in London auch noch in ihrer anderen Hauptstadt Winchester krönen.
Das Querschiff der heutigen Kathedrale ist der älteste Bauteil. Er wurde von 1079 bis 1090 errichtet. Ein Großteil des Kalksteins des Gebäudes wurde in Steinbrüchen um Binstead auf der Isle of Wight abgebaut. Erhalten sind von diesem romanischen Bau das nördliche Querhaus und die Krypta als der eindrucksvollste Innenraum der frühromanischen Jahrzehnte. Die um die Schmalseiten herumgeführten Seitenschiffe besitzen eigene Emporen. Die Weihe der Kirche erfolgte 1093.
Zum ersten Mal tritt hier das Aufriss-System 1:2:3 auf, das für England das übliche wird: einem Arkadenbogen des Erdgeschosses entspricht eine Doppelarkade in der Emporenregion und eine dreiteilige Bogenstellung im Lichtgaden nach dem Schema a-b-a (größere Breite der Mitte mit dem Fenster, das nach normannischer Art hinter dem Laufgang liegt). Bezeichnend sind die normannischen Blendbogenarkaturen der unteren Seitenschiffwände. Ursprünglich waren die Seitenschiffe nur mit Kreuzgratgewölben zwischen Gurtbögen gedeckt. „Die Gesamtwirkung wird durch die kompakte Gesteinsmasse der Wände bestimmt“ (Pevsner). 
Nach einem Einsturz des Kreuzungsturms im Jahr 1107 vollzog man im beginnenden 12. Jahrhundert eine Verstärkung der Vierungspfeiler und eine Erneuerung des Vierungsturms. 

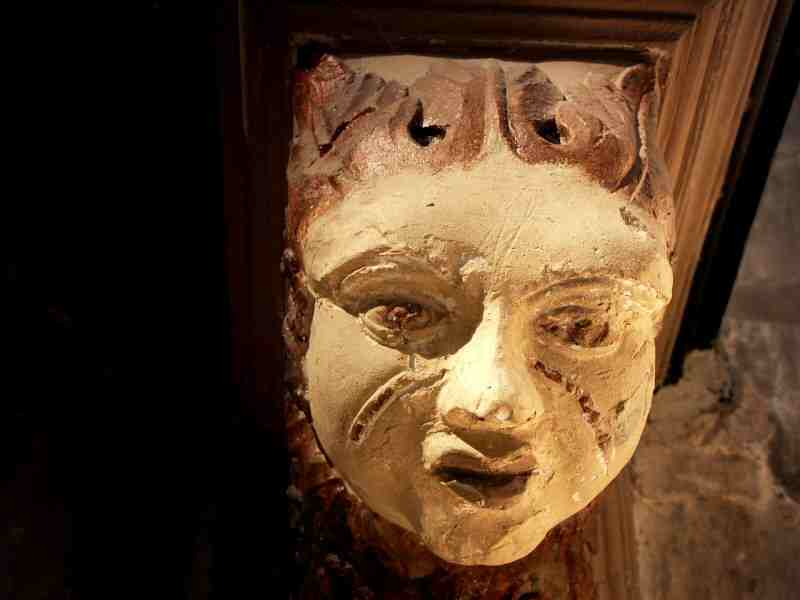
Eine von mehreren Blattmasken

Der Retrochor aus den Jahren 1189–1202 wurde in der späten Gotik verändert, in ihm befinden sich die Totenmesskapellen für Kardinal Beaufort und Bischof Waynfletes.
Die Fresken in der Kapelle zum Heiligen Grab stammen aus der Zeit um 1230 und dokumentieren den damaligen Hofstil.

## Chor und Langhaus
Der Umbau des normannischen Baues erfolgte im Chor seit etwa 1320. 1371 bis zum ausgehenden 15. Jahrhundert folgte das Langhaus. Die heutige Kathedrale besitzt das größte Langhaus Europas. Im 14. Jahrhundert hatte es noch eine Länge von 180 Metern. Später wurde die Westfassade abgerissen und um 12 Meter zurück versetzt, so dass sich eine heutige Länge des Langhauses von 168 Metern ergibt. Im ausgehenden 14. Jahrhundert wurden große Teile der Kirche im Perpendicular Style umgebaut. Der Grundriss und Teile des Mauerwerks wurden beibehalten. Die drei Schiffe erscheinen als in sich selbständige, einfach kubisch begrenzte Räume. Auffallend ist die gerüstartige Vergitterung der Wände.
Die Lady Chapel wurde im ausgehenden 15. Jahrhundert verlängert und ihr Gewölbe erneuert. Im ersten Viertel des 16. Jahrhunderts wurden die Chor-Seitenschiffe umgebaut. 1635 wurde das Gewölbe des Vierungsturms im gotischen Stil erneuert.

## Ausstattung

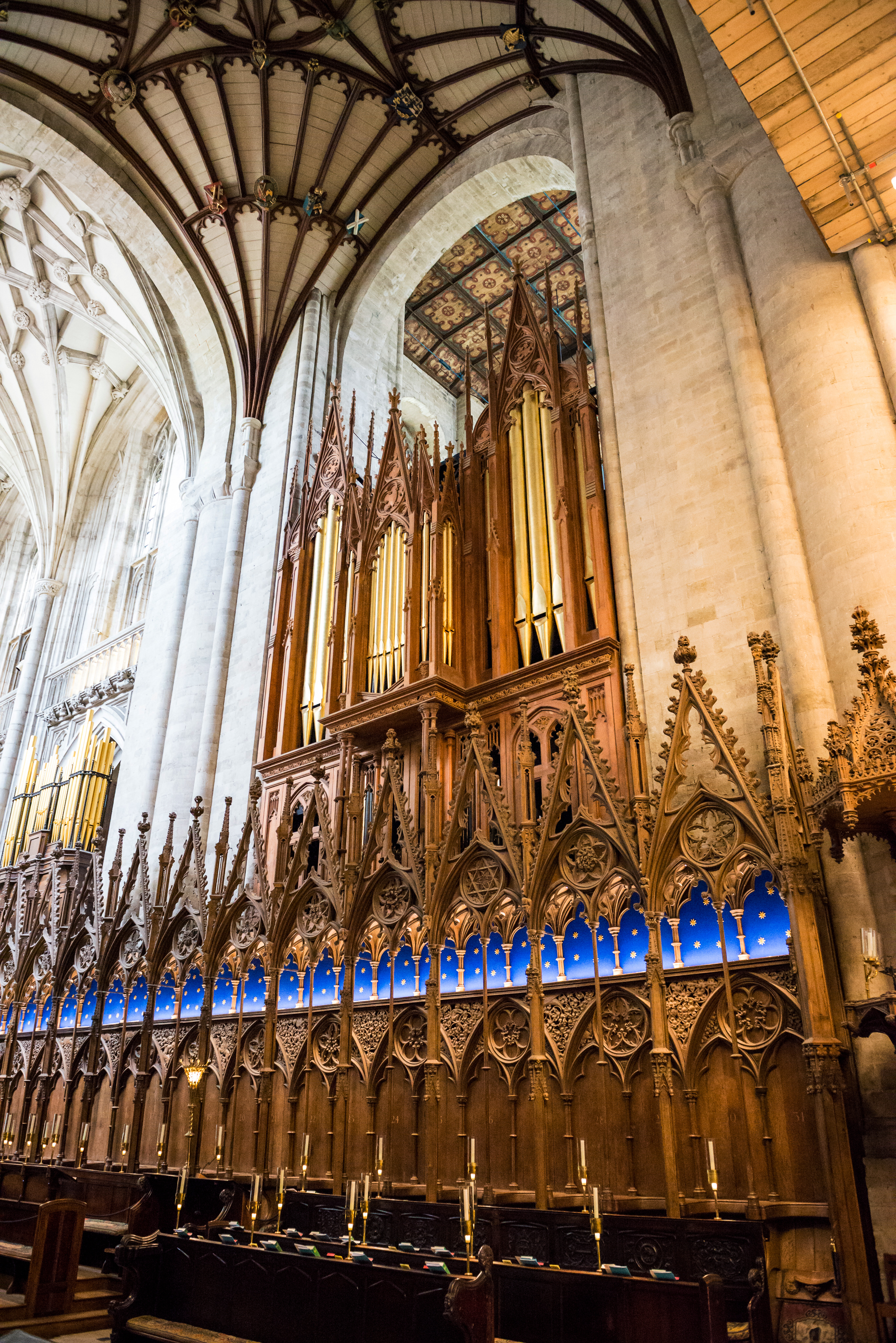
Orgelprospekt der Kathedrale von Winchester

Der Taucher William Walker arbeitete 1906–1911 am Fundament der Kathedrale, um es durch Untermauerung zu sichern und einen Einsturz zu verhindern. Eine Büste erinnert bis heute an ihn. In der häufig überfluteten Krypta befinden sich auch die Statue Sound II (1986) von Antony Gormley und ein moderner Schrein für den Heiligen Swithin (Swithun), dem die Kirche vor der Reformation geweiht war.
In der heutigen Kathedrale stehen sogenannte Leichentruhen, in denen sich Überreste von sächsischen Königen wie Eadwig von England, der zuerst im Alten Münster beigesetzt worden war, und seiner Frau Ælfgifu befinden.
Die Schriftstellerin Jane Austen wurde am 24. Juli 1817 in der Kathedrale beigesetzt. Eine Grabsteinplatte – allerdings ohne Hinweis auf ihre Tätigkeit – erinnert an sie.

## Orgel
Die Orgel geht zurück auf ein Instrument, das im Jahre 1851 von Orgelbauer Henry „Father“ Willis erbaut worden war. 1938 wurde das Instrument durch den Orgelbauer Harrison & Harrison umfassend restauriert und neu errichtet. Die Orgel hat 78 Register (darunter zwei Transmissionen) auf vier Manualen (fünf Werke) und Pedal. Die Spieltrakturen sind elektro-pneumatisch, die Registertrakturen sind elektrisch.
| I Choir Organ C–g3 |        |
| Open Diapason      | 8′     |
| Stopped Flute      | 8′     |
| Prestant           | 4′     |
| Chimney Flute      | 4′     |
| Nazard             | 2 ⁄3′  |
| Gemshorn           | 2′     |
| Tierce             | 1 3⁄5′ |
| Larigot            | 1 ⁄3′  |
| Mixture IV         | 1′     |
| Cremona            | 8′     |
| Tremulant          |        |

| II Great Organ C–a3  |        |
| Double Open Diapason | 16′    |
| Open Diapason I      | 8′     |
| Open Diapason II     | 8′     |
| Stopped Diapason     | 8′     |
| Claribel Flute       | 8′     |
| Principal I          | 4′     |
| Principal II         | 4′     |
| Flute harmonique     | 4′     |
| Twelfth              | 2 ⁄3′  |
| Fifteenth            | 2′     |
| Open Flute           | 2′     |
| Seventeenth          | 1 3⁄5′ |
| Full Mixture IV      | 1 ⁄3′  |
| Sharp Mixture III    | 2⁄3′   |
| Double Trumpet       | 16′    |
| Trumpet              | 8′     |
| Clarion              | 4′     |

| II Nave Organ C–a3 |       |
| Bourdon            | 16′   |
| Open Diapason      | 8′    |
| Stopped Diapason   | 8′    |
| Octave             | 4′    |
| Wald Flute         | 4′    |
| Super Octave       | 2′    |
| Cornet V           |       |
| Mixture IV–V       | 1 ⁄3′ |
| Trumpet            | 8′    |
| Tremulant          |       |

| III Swell expr. C–a3 |       |
| Double Diapason      | 16′   |
| Open Diapason        | 8′    |
| Violin Diapason      | 8′    |
| Lieblich Gedeckt     | 8′    |
| Echo Salicional      | 8′    |
| Vox Angelica         | 8′    |
| Principal            | 4′    |
| Lieblich Flote       | 4′    |
| Twelfth              | 2 ⁄3′ |
| Fifteenth            | 2′    |
| Mixture III–IV       | 2′    |
| Contra Oboe          | 16′   |
| Contra Posaune       | 16′   |
| Oboe                 | 8′    |
| Cornopean            | 8′    |
| Clarion              | 4′    |
| Tremulant            |       |

| IV Solo expr. C–a3 |    |
| Viola da Gamba     | 8′ |
| Voix Celeste       | 8′ |
| Harmonic Flute     | 4′ |
| Harmonic Piccolo   | 2′ |
| Clarinet           | 8′ |
| Orchestral Oboe    | 8′ |
| Tromba             | 8′ |
| Tuba               | 8′ |
| Tuba Clarion       | 4′ |
| Tremulant          |    |

| Pedal Organ C–f1      |       |
| Double Open Wood      | 32′   |
| Open Wood             | 16′   |
| Principal             | 16′   |
| Open Diapason (Great) | 16′   |
| Violone (Nave)        | 16′   |
| Bourdon               | 16′   |
| Octave                | 8′    |
| Stopped Flute         | 8′    |
| Super Octave          | 4′    |
| Open Flute            | 4′    |
| Mixture IV            | 1 ⁄3′ |
| Contra Bombarde       | 32′   |
| Bombarde              | 16′   |
| Ophicleide            | 16′   |
| Fagotto               | 16′   |
| Trumpet               | 8′    |
| Clarion               | 4′    |